# 짐 토미
제임스 하워드 "짐" 토미(영어: James Howard "Jim" Thome, /ˈtoʊmi/; 1970년 8월 27일 ~ )는 미국의 전 야구 선수로, 1991년부터 2012년까지 메이저 리그 베이스볼 (MLB)에서만 22 시즌을 뛰었다. 선수 시절 6개의 팀에서 뛰었는데, 그중 1990년대 클리블랜드 인디언스와 2000년대 초반의 필라델피아 필리스 시절이 전성기였다. 생산적인 타자로서, 통산 612 홈런으로 메이저 리그 전체 6위를 차지하고 있으며, 그 이외에 2,328 안타, 1,699 타점, .276의 타율을 기록했다. 올스타전에 5회 출전했고 1996년에는 실버 슬러거 상을 수상했다.
야구와 농구를 하는 운동 선수 집안에서 태어나, 일리노이주 피오리아에서 자랐다. 일리노이 센트럴 컬리지 졸업 후 1989년 드래프트에서 인디언스에 지명되었고, 1991년 메이저 리그 데뷔를 했다. 데뷔 초반에는 3루수를 보았지만 이후 내내 주로 1루수로 뛰었다. 인디언스 시절 팀의 중심 선수로서 1990년대 중반 3년간 팀이 2번이나 월드 시리즈 진출을 하는데 크게 일조를 했던 선수 중 한 명이었다. 그렇게 10여 년간을 클리블랜드에서 뛰다가 2002년 자유 계약으로 필라델피아 필리스로 이적해서, 세 시즌을 뛰었다. 2006년 시즌 전 시카고 화이트삭스로 트레이드되었고, 그 해에 올해의 재기상 수상은 물론, 그 팀에서 3년을 뛰면서 500 홈런 클럽 또한 달성했다. 이 시기부터 등 부위 통증으로 인해 주로 지명 타자로만 경기에 출전했다. 로스앤젤레스 다저스와 미네소타 트윈스를 거친 뒤 다시 클리블랜드와 필라델피아에도 돌아가 잠깐동안 뛰었다. 그 다음의 볼티모어 오리올스가 선수 경력의 마지막이었으며, 은퇴 후 화이트삭스에서 경영진으로 일했다.
선수 시절 전체를 돌아보았을 때, 짐 토미는 강한 타격을 하는 선수였다. 40홈런 이상이 6시즌이었고, 그중 2003년에는 47홈런을 쳐 내셔널 리그 1위를 차지했다. 통산 OPS가 .956으로 역대 19위이다. 2011년 메이저 리그에서 600홈런 이상을 친 역대 8번째 선수에 이름을 올렸다. 짐 토미의 독특한 스타일 중 하나는 그만의 타격 자세인데, 투수가 공을 던지기 전에 오른손으로 방망이를 잡고서 우측 필드를 가리키는 자세를 취하는 것으로, 영화 내추럴에서의 장면을 보고 따라한 것이라고 한다. 또한 시종일관 긍정적인 태도와 사교적인 성격으로 잘 알려져 있다. 선수 시절 활발한 사회 기여를 인정받아 마빈 밀러 맨 오브 더 이어와 루 게릭 메모리얼 어워드도 수상했다.

## 연도별 타격 성적
| 연 도      | 소 속      | 경 기 | 타 석 | 타 수 | 득 점 | 안 타 | 2 루 타 | 3 루 타 | 홈 런 | 루 타 | 타 점 | 도 루 | 도 루 자 | 희 생 번 | 희 생 플 | 볼 넷 | 고 4 | 사 구 | 삼 진 | 병 살 타 | 타 율 | 출 루 율 | 장 타 율 | O P S |
| ---------- | ---------- | ----- | ----- | ----- | ----- | ----- | ------- | ------- | ----- | ----- | ----- | ----- | -------- | -------- | -------- | ----- | ---- | ----- | ----- | -------- | ----- | -------- | -------- | ----- |
| 1991년     | CLE        | 27    | 104   | 98    | 7     | 25    | 4       | 2       | 1     | 36    | 9     | 1     | 1        | 0        | 0        | 5     | 1    | 1     | 16    | 4        | .255  | .298     | .367     | .665  |
| 1992년     | CLE        | 40    | 131   | 117   | 8     | 24    | 3       | 1       | 2     | 35    | 12    | 2     | 0        | 0        | 2        | 10    | 2    | 2     | 34    | 3        | .205  | .275     | .299     | .574  |
| 1993년     | CLE        | 47    | 192   | 154   | 28    | 41    | 11      | 0       | 7     | 73    | 22    | 2     | 1        | 0        | 5        | 29    | 1    | 4     | 36    | 3        | .266  | .385     | .474     | .859  |
| 1994년     | CLE        | 98    | 369   | 321   | 58    | 86    | 20      | 1       | 20    | 168   | 52    | 3     | 3        | 1        | 1        | 46    | 5    | 0     | 84    | 11       | .268  | .359     | .523     | .882  |
| 1995년     | CLE        | 137   | 557   | 452   | 92    | 142   | 29      | 3       | 25    | 252   | 73    | 4     | 3        | 0        | 3        | 97    | 3    | 5     | 113   | 8        | .314  | .438     | .558     | .996  |
| 1996년     | CLE        | 151   | 636   | 505   | 122   | 157   | 28      | 5       | 38    | 309   | 116   | 2     | 2        | 0        | 2        | 123   | 8    | 6     | 141   | 13       | .311  | .450     | .612     | 1.062 |
| 1997년     | CLE        | 147   | 627   | 496   | 104   | 142   | 25      | 0       | 40    | 287   | 102   | 1     | 1        | 0        | 8        | 120   | 9    | 3     | 146   | 9        | .286  | .423     | .579     | 1.002 |
| 1998년     | CLE        | 123   | 537   | 440   | 89    | 129   | 34      | 2       | 30    | 257   | 85    | 1     | 0        | 0        | 4        | 89    | 8    | 4     | 141   | 7        | .293  | .413     | .584     | .997  |
| 1999년     | CLE        | 146   | 629   | 494   | 101   | 137   | 27      | 2       | 33    | 267   | 108   | 0     | 0        | 0        | 4        | 127   | 13   | 4     | 171   | 6        | .277  | .426     | .540     | .966  |
| 2000년     | CLE        | 158   | 684   | 557   | 106   | 150   | 33      | 1       | 37    | 296   | 106   | 1     | 0        | 0        | 5        | 118   | 4    | 4     | 171   | 8        | .269  | .398     | .531     | .929  |
| 2001년     | CLE        | 156   | 644   | 526   | 101   | 153   | 26      | 1       | 49    | 328   | 124   | 0     | 1        | 0        | 3        | 111   | 14   | 4     | 185   | 9        | .291  | .416     | .624     | 1.040 |
| 2002년     | CLE        | 147   | 613   | 480   | 101   | 146   | 19      | 2       | 52    | 325   | 118   | 1     | 2        | 0        | 6        | 122   | 18   | 5     | 139   | 5        | .304  | .445     | .677     | 1.122 |
| 2003년     | PHI        | 159   | 698   | 578   | 111   | 154   | 30      | 3       | 47    | 331   | 131   | 0     | 3        | 0        | 5        | 111   | 11   | 4     | 182   | 5        | .266  | .385     | .573     | .958  |
| 2004년     | PHI        | 143   | 618   | 508   | 97    | 139   | 28      | 1       | 42    | 295   | 105   | 0     | 2        | 0        | 4        | 104   | 26   | 2     | 144   | 10       | .274  | .396     | .581     | .977  |
| 2005년     | PHI        | 59    | 242   | 193   | 26    | 40    | 7       | 0       | 7     | 68    | 30    | 0     | 0        | 0        | 2        | 45    | 4    | 2     | 59    | 5        | .207  | .360     | .352     | .712  |
| 2006년     | CWS        | 143   | 610   | 490   | 108   | 141   | 26      | 0       | 42    | 293   | 109   | 0     | 0        | 0        | 7        | 107   | 12   | 6     | 147   | 4        | .288  | .416     | .598     | 1.014 |
| 2007년     | CWS        | 130   | 536   | 432   | 79    | 119   | 19      | 0       | 35    | 243   | 96    | 0     | 1        | 0        | 3        | 95    | 11   | 6     | 134   | 10       | .275  | .410     | .563     | .973  |
| 2008년     | CWS        | 149   | 602   | 503   | 93    | 123   | 28      | 0       | 34    | 253   | 90    | 1     | 0        | 0        | 4        | 91    | 9    | 4     | 147   | 17       | .245  | .362     | .503     | .865  |
| 2009년     | CWS/LAD    | 124   | 434   | 362   | 55    | 90    | 15      | 0       | 23    | 174   | 77    | 0     | 0        | 0        | 3        | 69    | 3    | 0     | 123   | 8        | .249  | .366     | .481     | .847  |
| 2010년     | MIN        | 108   | 340   | 276   | 48    | 78    | 16      | 2       | 25    | 173   | 59    | 0     | 0        | 0        | 2        | 60    | 4    | 2     | 82    | 8        | .283  | .412     | .627     | 1.039 |
| 2011년     | MIN/CLE    | 93    | 324   | 277   | 32    | 71    | 16      | 0       | 15    | 132   | 50    | 0     | 0        | 0        | 1        | 46    | 4    | 0     | 92    | 6        | .256  | .361     | .477     | .838  |
| 2012년     | PHI/BAL    | 58    | 186   | 163   | 17    | 41    | 7       | 0       | 8     | 72    | 25    | 0     | 0        | 0        | 0        | 22    | 3    | 1     | 61    | 6        | .252  | .344     | .442     | .786  |
| 통산：22년 | 통산：22년 | 2543  | 10313 | 8422  | 1583  | 2328  | 451     | 26      | 612   | 4667  | 1699  | 19    | 20       | 1        | 74       | 1747  | 173  | 69    | 2548  | 165      | .276  | .402     | .554     | .956  |

- 2012년 기준, 굵은 글씨는 시즌 최고 성적.